# Vielverge
Vielverge ist eine französische Gemeinde mit 499 Einwohnern (Stand: 1. Januar 2022) im Département Côte-d’Or in der Region Bourgogne-Franche-Comté (vor 2016 Bourgogne). Sie gehört zum Arrondissement Dijon und zum Kanton Auxonne. Die Einwohner werden Vielvergois genannt.

## Geographie
Vielverge liegt etwa 35 Kilometer östlich von Dijon. Umgeben wird Vielverge von den Nachbargemeinden Pontailler-sur-Saône im Nordwesten und Norden, Perrigny-sur-l’Ognon im Norden, Champagney im Osten, Soissons-sur-Nacey im Südosten und Süden, Flammerans im Süden sowie Lamarche-sur-Saône im Westen.

## Bevölkerungsentwicklung
| Jahr                       | 1962 | 1968 | 1975 | 1982 | 1990 | 1999 | 2006 | 2013 | 2019 |
| Einwohner                  | 454  | 484  | 504  | 452  | 443  | 459  | 486  | 489  | 504  |
| Quellen: Cassini und INSEE |      |      |      |      |      |      |      |      |      |

## Sehenswürdigkeiten
- Kirche Saint-Maurice aus dem 18. Jahrhundert

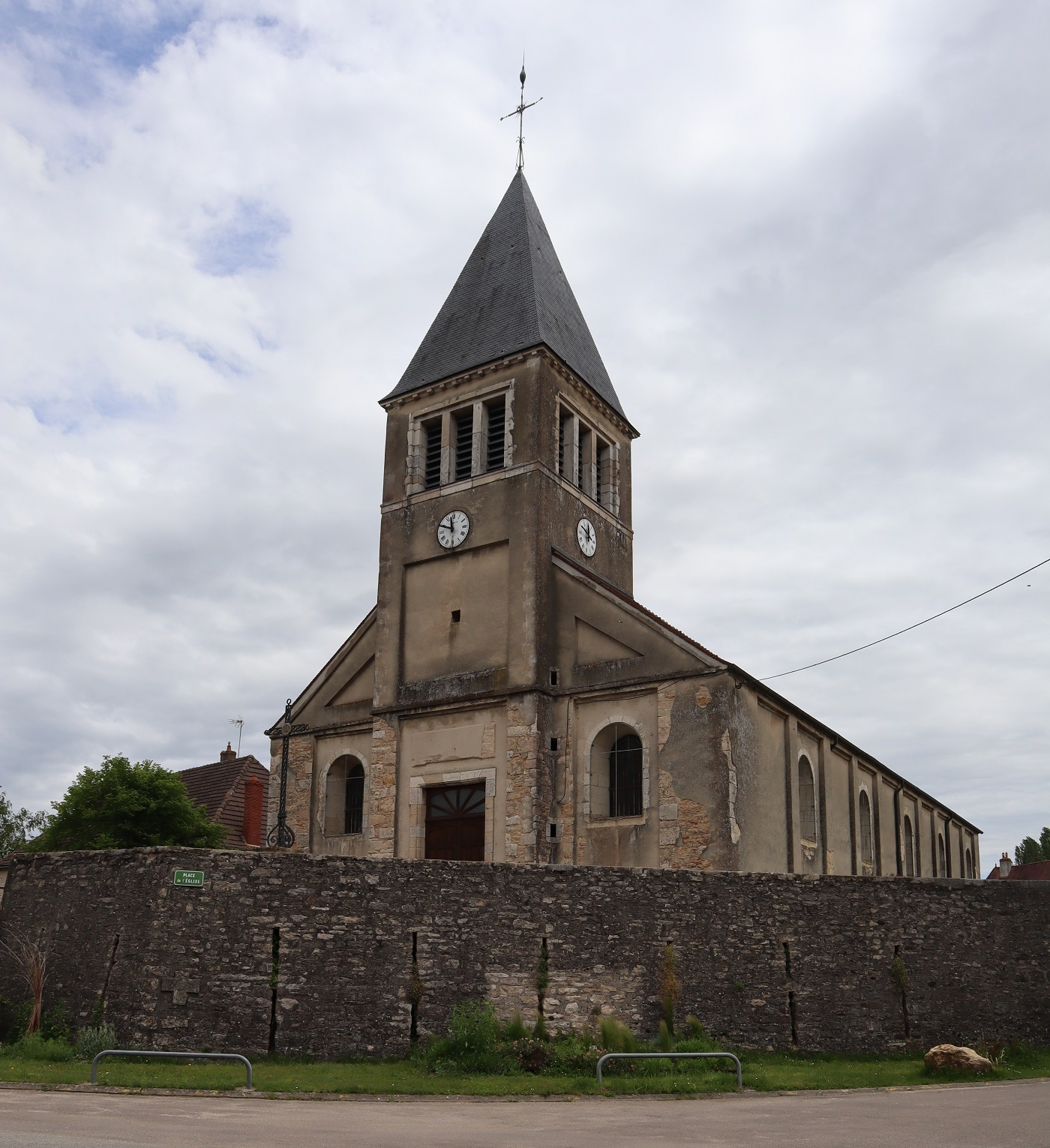
Kirche Saint-Maurice
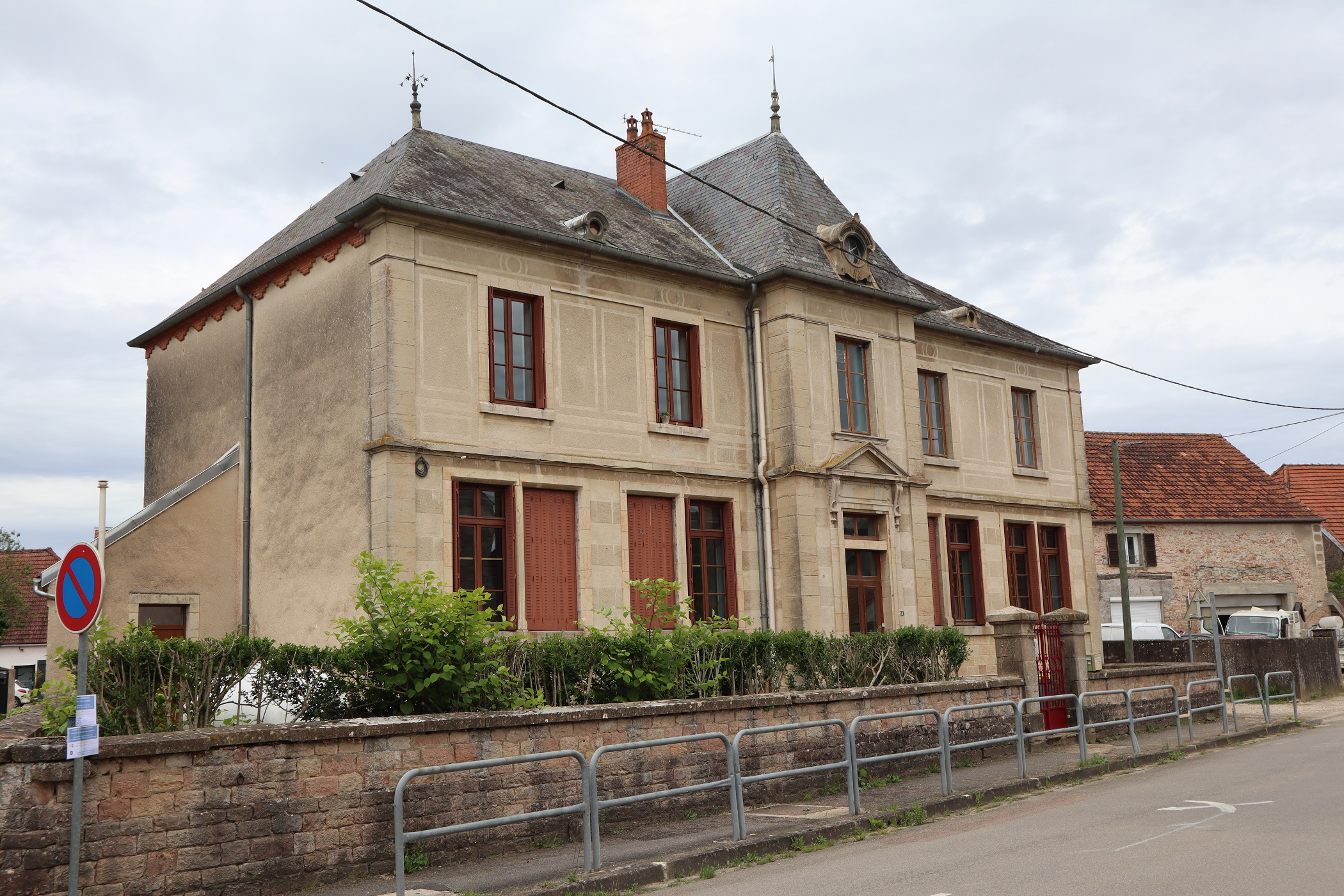
Ehemalige Mädchenschule